# Gustaf Fredrik Gyllenborg
Gustaf Fredrik Gyllenborg (Suinstad, 25 novembre 1731 – Stoccolma, 30 marzo 1808) è stato un poeta svedese.

## Biografia

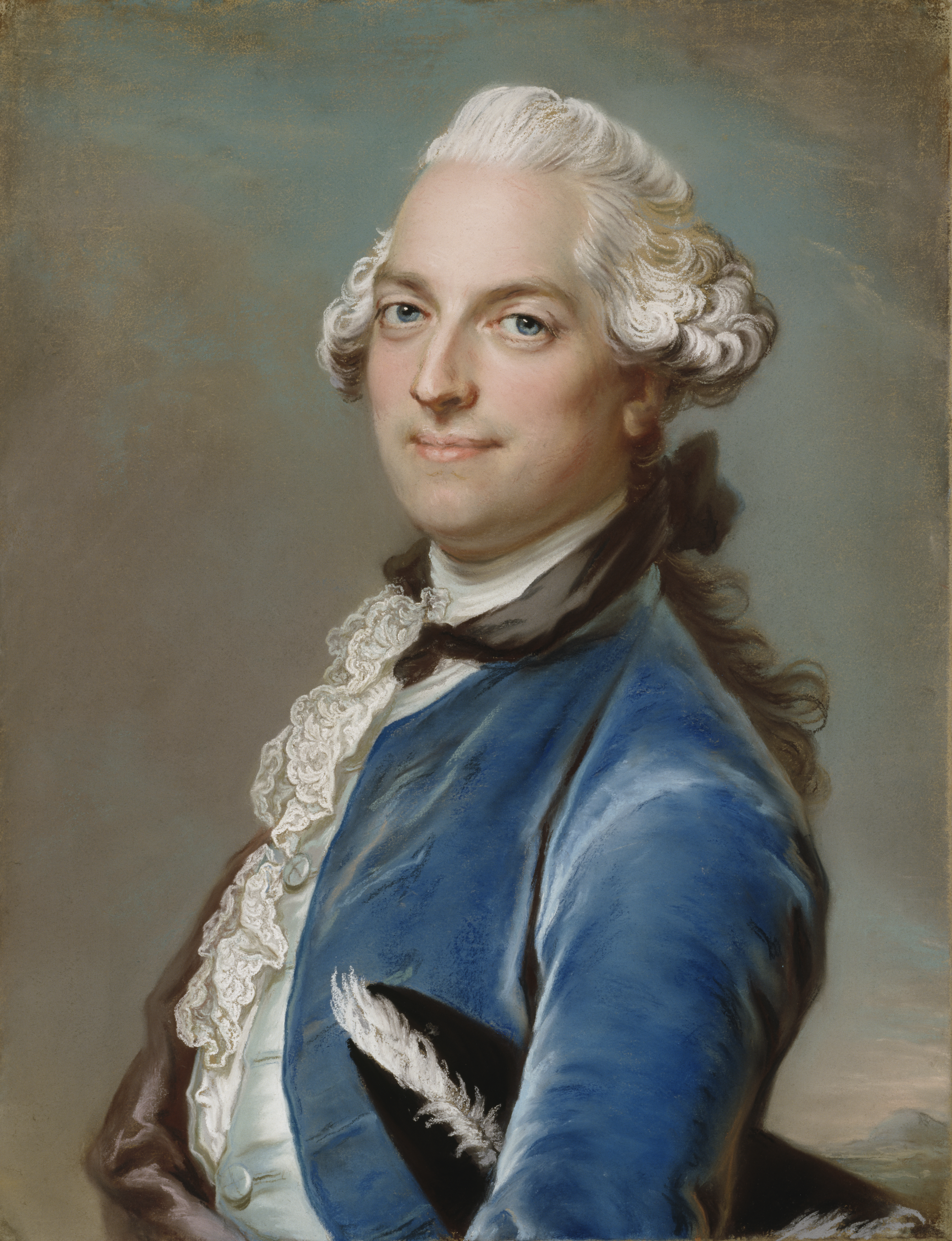
Gustaf Fredrik Gyllenborg

Il suo percorso di studi culminò con la frequentazione dell'Università di Uppsala e di Lund, di cui divenne in seguito anche rettore.
Assunse numerose cariche amministrative, come quella, nel 1751, di cancelliere dell'Ispettorato della giustizia e nel Consiglio della Camera nel 1762, oltre che membro del Consiglio delle banche dal 1777.
Entrò a far parte del movimento illuminista del Tankebyggarorden ("Ordine degli edificatori del pensiero") , uno dei primi gruppi letterari fondati da Carl Friedrich Eckleff. e diresse in un primo tempo l'Accademia delle scienze e poi l'Accademia svedese.
Ha iniziato la sua carriera letteraria come satirico sulle linea di modelli quali Orazio, Giovenale e Nicolas Boileau, ricevendo progressivamente una sempre maggiore influenza di Rousseau.
Nei suoi lavori più riusciti, Verldsföraktaren ("Il dispregiatore del mondo"), Ode öfver själens styrka ("La forza dell'anima"), Vinter-Qvädet ("Canone d'inverno"), Menninskians elände ("La miseria dell'uomo"), si dimostrò uno scrittore di ispirazione coraggiosa e austera, in aggiunta all'abilità di aver effettuato una mirabile saldatura poetica della tradizionale forma della letteratura svedese  con le innovazioni provenienti dalla Francia.